# Mýa
Mýa Marie Harrison (født 10. oktober 1979) er en amerikansk R&B-sangerinde, sangskriver, producer, skuespillerinde og model. Hun er født og opvokset i Washington, D.C.
Det selvbetitlede debutalbum udkom i 1998 og solgte mere en to millioner eksemplarer i USA.
Hendes andet album Fear of Flying udkom i 2000 og blev en stor succes i USA og internationalt. Mya fik sit kommercielle gennembrud med singlen "Case of the Ex".
I 2001 indspillede Mya et cover af singlen "Lady Marmalade" med sangerinderne Christina Aguilera, Lil' Kim, og Pink. Singlen var en del af soundtracket til filmen Moulin Rouge.
Myas tredje album udkom i 2003.

## Diskografi
- Mýa (1998)
- Fear of Flying (2000)
- Moodring (2003)
- Liberation (2007)
- Sugar & Spice (2008)
- K.I.S.S. (Keep It Sexy & Simple) (2011)
- Smoove Jones (2016)
- TKO (The Knock Out) (2018)